# Moimenta da Beira (freguesia)
Moimenta da Beira is een plaats (freguesia) in de Portugese gemeente Moimenta da Beira en telt 2402 inwoners (2001).